# 콘스탄티노폴리스 공방전 (717-718년)
717~718년의 콘스탄티노폴리스 공방전, 혹은 아랍인의 2차 콘스탄티노폴리스 공방전, 혹은 콘스탄티노폴리스 공방전은 우마이야 칼리파국의 두 번째 콘스탄티노폴리스에 대한 공격이자 동로마-아랍 전쟁의 가장 치열했던 전투로, 우마이야 칼리파국의 육, 해군이 모두 동원된 대규모 전투였다. 아랍인들은 716년 동로마 제국의 소아시아를 공격하여 제국을 완전히 복속시키려 했고, 그 과정에서 당시 동로마 제국의 장군이었던 레오 3세를 지원하여 제국을 속국화하려 했으나, 레오 3세는 오히려 그들을 배신하고 동로마 제국의 황위에 올랐다. 이듬해 월동을 한 아랍인들은 대규모의 병력을 이끌고 트라키아에 상륙, 콘스탄티노폴리스를 봉쇄하고 공격을 시작하였다. 그러나 동로마 측의 튼튼한 성벽과 그리스의 불을 통한 해전에서의 선전, 기근과 질병 등이 아랍 군대를 괴롭히면서 도시 공략은 진척되지 못하였으며, 아랍에서 온 증원 병력 또한 동로마 군대에 의해 격파되거나 중도 차단되었다. 또한 불가르인들이 잇따라 공격을 해오자, 아랍 군대는 공성을 중단하고 철수하였으며, 이 과정에서 폭풍과 동로마 군대의 공격으로 많은 수의 병력이 소멸하였다. 이 전투는 이후의 우마이야 칼리파의 콘스탄티노폴리스에 대한 재공격 의지를 완전히 상실케 하였고, 이슬람 세력의 유럽 진출을 차단하는 결정적인 역할을 하였기에, 역사적으로 매우 중요한 전투로 꼽히고 있다.

## 배경
674~678년까지의 아랍인들의 첫 번째 콘스탄티노폴리스 공방전 이후, 이슬람 제국과 동로마 제국은 일시적으로 평화를 유지하고 있었다. 680년 이후, 우미이야 칼리파국은 2차 이슬람 내전에 직면해 있었으며, 그 동안 동로마 제국은 우마이야 칼리파국의 영역이었던 다마스커스에 이르는 동방 영토에 대한 지배권을 행사할 수 있었다. 그리고 692년 이슬람에서의 내전이 종식 되어가자, 당시 동로마 황제였던 유스티니아누스 2세는 다시 이슬람 세력을 도발하기 시작하였고, 두 국가는 다시 전쟁 상태에 돌입하게 되었다. 그러나 다시 시작된 전쟁에서 동로마 제국은 아랍 세력에게 연속적인 패배를 맛보았고, 아르메니아와 코카서스 등의 영토를 지속적으로 상실하게 되었다. 우마이야 장군들은 동로마 제국에 대한 강력한 공세를 취하며 소아시아 영토 내로 깊숙이 침입하였고, 제국의 방어 체계는 사실상 붕괴하면서 위기를 맞게 된다. 또한 유스티니아누스 2세의 황위 축출과 같은 제국 내부의 불안은 아랍인들에게 더욱 유리한 전황을 마련해 주었는데, 이 기간 동안 동로마 황위가 7번이나 바뀔 정도로 내부 불안이 심각한 상태였다. 동로마의 역사를 지속적으로 연구하였던 역사학자 워렌 트레드골드는 "아랍인들의 공세는 이슬람 제국 내부의 내전이 종식되면서 더욱 거세졌다. 동로마 측에 비해 훨씬 우세한 물적, 인적 자원을 토대로 아랍인들은 자신들의 모든 힘을 동로마 제국과의 전쟁에 쏟아부었으며, 마침내 제국 전체를 정복할 목적으로 그들의 수도까지 위협하게 된다."고 언급하였다.

## 개전
아랍인들은 전투의 지속적인 승리를 통해 콘스탄티노폴리스로 향하는 길을 열 수 있었고, 칼리프 알 왈리드 1세의 허가와 그의 동생이자 후계자였던 술레이만 이븐 압드 알 말릭의 적극적인 지지 하에 콘스탄티노폴리스에 대한 두 번째 공격을 시작하게 된다. 전해지는 바에 따르면, 선지자의 역할을 겸하고 있던 당시 칼리프의 '콘스탄티노폴리스를 점령하게 될 것'이라는 예언이 있었으며, 이는 아랍인들이 더더욱 콘스탄티노폴리스에 대한 공세를 열정적으로 행하게 된 원인이 되었다고 한다. 또한 동로마 정복 사업은 당시 트란스옥시아나와 스페인 등지로 함께 진출하고 있던 이슬람 세력의 팽창주의적 정책의 일환이기도 했다.
아랍인들은 공성전을 벌이기 앞서 대규모의 함대를 건조하는데 집중하고 있었다. 이에 대해 당시 새롭게 즉위하였던 동로마 황제 아나스타시우스 2세는 다마스커스에 전령을 보내 표면상으로는 휴전을 간청함과 동시에, 아랍 측의 정보를 획득하려 하였으며, 그와 동시에 도시 방어를 위한 대대적인 준비에 들어갔다. 콘스탄티노폴리스의 성벽은 대대적으로 보수되었고, 여기에 다수의 수성용 무기와 식량을 비축하고, 불필요한 인력을 내보내는 등의 조치를 취하였다. 또한 아랍인들의 함대에 맞서 해군을 강화하였으며, 715년 초 이를 리키아에 정박하여 목재를 구하고 있던 아랍 함대를 방해할 목적으로 파견하였다. 그러나 이 함대는 로도스에서 반란을 일으켰다. 반란군은 사령관을 살해한 뒤 아드라미티움으로 건너가 버렸고, 그 곳에서 당시 조세 징수관이었던 테오도시우스 3세를 그의 의지와는 상관없이 새로운 황제로 선포하였다. 아나스타시우스 2세는 비티니아로 건너가 반란을 진압하려 했으나, 반란군은 이미 크리소폴리스로 건너간 상태였고, 그곳에서 콘스탄티노폴리스를 즉각 공격하였으며, 콘스탄티노폴리스 측은 내부의 동조자들에 의해 성문을 열고 이들을 맞이하게 된다. 갈 곳을 잃은 아나스타시우스는 니케아에서 수 개월간 버티다 항전을 포기하고, 황위를 내놓는 것에 찬성한 뒤 테살로니카의 수도원에 유폐되었다. 그러나 테오도시우스의 즉위는, 당사자의 의욕과 능력의 부재와 더불어, 옵시키온 지역의 자체적인 행위에 의해 이루어진 것이었으므로, 다른 지역에서는 그를 황제로서 인정하지 않았으며, 특히 훗날의 레오 3세와 아르타바스두스가 사령관으로 있던 아나톨리아와 아르메니아의 반발이 극심하였다.

740년 경의 동로마 제국의 소아시아 및 트라키아 영토.

이런 동로마 제국 내부의 심각한 분열 상황에서, 아랍측은 차츰 준비하였던 공세를 취하기 시작한다. 716년 여름, 선봉이었던 술레이만 이븐 무아드의 부대가 소아시아 영내로 진군하였으며, 우마르 이븐 후바이라가 이끄는 아랍 함대 또한 이동을 재개하였다. 그리고 칼리프의 형제였던 마슬라마 이븐 압둘 말릭은 시리아에서 증원군을 맞이하기 위해 대기하고 있었다. 이들은 동로마 내부의 갈등이 자신들에게 도움이 되도록 하기 위해, 레오 3세와 접촉하였으나, 레오 3세 역시 자신의 정치적 목적을 달성하기 위해 아랍인들을 이용할 생각을 품고 있는 상태였다. 한편 술레이만은 월동을 위한 본거지로 삼기 위해 아모리움 요새로 진군했다. 아모리움은 내전으로 거의 대비가 되어있지 않았기에 손쉽게 함락할 수 있는 상태였음에도, 아랍인들은 병력 손실을 줄이기 위해 그들이 지지하고 있던 레오 3세의 존재를 내세워 아모리움의 시민들을 설득하려 하였다. 그러나 시민들은 그 설득에 응했음에도, 요새를 넘기려 하지 않았다. 그러는 사이, 레오가 소수의 병사들과 함께 아모리움 부근에 직접 도착하여 시민들과의 협상 끝에 요새 내부에 진입, 주둔하였다. 아랍인들은 이 사실에 좌절감을 느낀데다, 부족한 물자 때문에 어쩔 수 없이 요새를 포기하고 물러났고, 그 사이 레오는 피시디아로 탈출하였으며, 그 해 여름, 아르타바스두스의 지지 하에 그는 황제의 자리에 오른다.
이 같은 레오의 행보는 마슬라마의 주력군이 타우루스산맥을 넘어 아모리움으로 진격하고 있는 상황에서 동로마 측에 행운으로 작용하였는데, 이는 마슬라마가 레오의 이중적인 행위에 대해 아직 전해듣지 못한 상태였으며, 여전히 레오를 그의 동맹 상대로 인식하고 있었던 관계로 그의 진격로 내에 있는 영토들을 약탈하거나 파괴하지 않았던 점 또한 그러하였다. 마슬라마는 퇴각 중인 술레이만의 부대와 마주치고 나서야 전말을 전해듣고 진로를 바꿀 수 있었고, 겨울을 나기 위해 아크로니온을 비롯한 서쪽 해안가에 해당하는 지역을 공격하여 사디스와 페르가몬을 공격해 약탈하였다. 한편 아랍 함대는 실리시아에서 겨울을 보내고 있었고, 레오는 콘스탄티노폴리스에서 그의 행보를 재개하였다. 그는 니코메디아에서 테오도시우스의 아들을 찾아내어 체포한 후, 테오도시우스가 있던 크리소폴리스로 진격하였다. 그리고 717년 봄, 협상 끝에 그는 테오도시우스의 항복과 황위 계승을 약속받은 뒤, 도시에 진입하는데 성공한다. 테오도시우스와 그의 아들은 수도원에 유폐되어 수도승으로 지내게 되었으며, 아르타바스두스는 그 공로로 쿠로팔라테스의 직위와 레오의 딸을 아내로 맞이하는 등의 보상을 받게 되었다.

## 전투 직전의 상황
한편 목표 달성을 위해, 아랍 군대는 콘스탄티노폴리스에 대한 대규모 공격을 준비하고 있었다. 시리아에 남아있는 한 기록에 따르면, 그에 동원된 아랍 군대는 수적으로 "셀 수 없을 정도"였으며, 시리아의 역사가인 미카엘은 약 20만 명의 병사와 5,000척의 함선이 준비되었다고 다소 과장하여 기록하고 있다. 한편 알 마수디는 그 수효를 12만 명 정도로 언급하고 있으며, 테오파네스는 함선의 수를 1,800척으로 추산하고 있다. 여기에 수년 정도를 버틸 수 있는 보급품이 준비되었고, 각종 공성 무기와 나프타와 같은 인화성 물질 또한 구비되어 있었다. 수송 부대는 12,000명 정도의 인원과 각각 6,000마리의 낙타와 당나귀로 이루어져 있었던 것으로 여겨지는데, 13세기의 역사가인 바 헤브라에우스에 따르면, 이들은 성전을 명목으로 하여 자원한 30,000명의 신도들로 구성되어 있었다고 한다. 이들 각각의 기록 간에는 심한 편차가 존재하지만, 확실한 것은 아랍 군대의 수가 동로마 측보다 훨씬 많았다는 것이다. 트레드골드에 따르면, 아랍 측의 주력군은 동로마 측이 보유한 전체 병력의 수를 초과할 정도였다고 추측된다. 아랍 군대의 구성에 대해서는 상세한 기록이 존재하지 않으나, 확실한 것은 이들의 주축은 시리아에서도 뛰어난 전사들로 평가되어 선발된 시리아와 자지라인이었으며, 이들은 우마이야 칼리파국이 운용하는 군대 전체의 주축이자 동로마와의 전쟁에서 여러 번 기용되어 온 숙련병들이었다. 여기에 마슬라마와 우마르, 술레이만, 바크타리 이븐 알 하산에 대한 기록 또한 존재하는데, 우마르와 술레이만, 바크타리는 모두 마슬라마의 부관들로 기록되어 있지만, 11세기의 사가인 키타브 알 우운은 바크타리가 아닌 압달라 알 바탈이 마슬마라의 부관으로 참전하였다고 기록하고 있다. 이러한 대규모 공성을 위해 대량의 인적, 물적 자원이 동원되어 있었음에도, 여전히 아랍 측은 소아시아 동부와 같은 동로마의 영토를 공격하거나 약탈할 여력이 남아있는 상태였으며, 실제로 717년, 술레이만의 아들인 다우드는 멜리테네 부근의 요새를 공략하였으며, 718년 암르 이븐 카이스는 동로마의 변경을 약탈하는 등의 군사적 행동이 존재하였다. 한편 동로마 군대의 숫자는 알려지지 않았으나, 동로마 측은 아나스타시우스가 물러나기 전 생각해두었던 전략에 따라 불가르인들의 도움을 기대할 수 있는 상태였고, 후에 레오에 의해 이들은 동로마 측의 동맹으로서 참전하게 된다.

## 공방

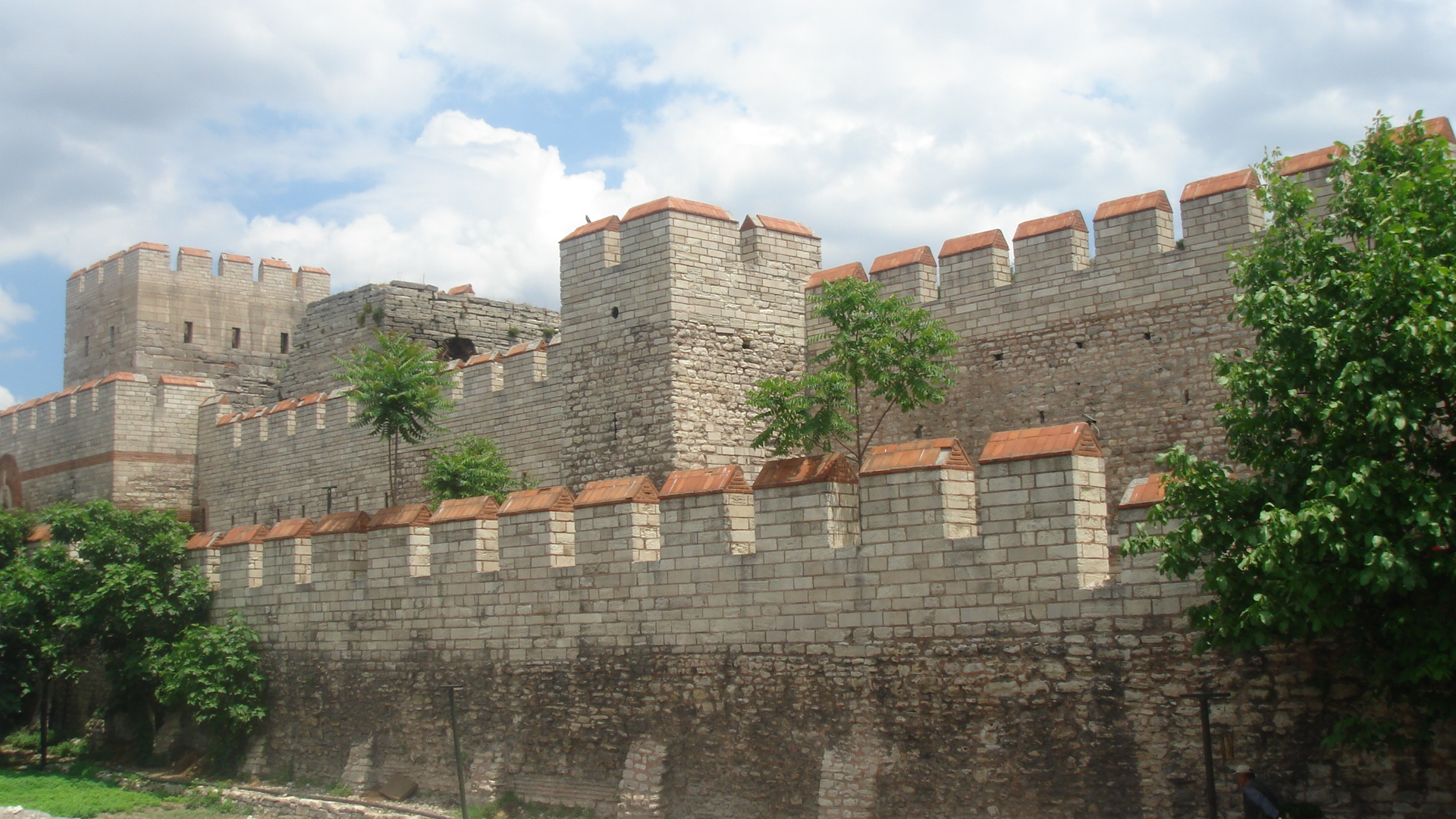
복원된 콘스탄티노폴리스의 삼중 성벽. 콘스탄티노폴리스의 외곽을 구성하는 성벽 중 육로 쪽을 수비하고 있었다.

여름에 접어들자, 마슬라마는 함대로 하여금 자신의 부대에 합류할 것을 명했고, 그러는 동안 그의 군대는 다르다넬스 해협을 건너 트라키아로 들어선다. 이 과정에서 아랍 군대는 진로 내에 있는 농촌 및 마을들을 군량 조달을 목적으로 철저히 약탈하고 파괴하였다. 7월, 혹은 8월 중순에 접어들자, 마침내 콘스탄티노폴리스에 도착한 아랍 군대가 육로 쪽에서 콘스탄티노폴리스를 완전히 봉쇄하였고, 이들은 이중의 돌벽으로 된 포위망을 한 쪽은 콘스탄티노폴리스 성벽을 바라보도록, 그리고 다른 한 쪽은 반대편의 트라키아 농지들을 바라보도록 구축한다. 아랍 측의 사료에 따르면, 이 시점에 레오는 아랍 측에 도시에 거주하는 모든 주민에 대한 몸값을 지불한다면 도시를 넘겨주겠다고 제안하였으나, 마슬라마는 전투의 승패를 가리는 것 이외의 방법을 통한 평화는 없을 것이며, 따라서 자신들이 콘스탄티노폴리스를 차지하게 되는 것은 이미 정해진 수순이라고 답하였다고 한다.
한편 술레이만이 이끄는 아랍 함대는 9월 1일 도착하였으며, 우선 헵도몬 인근에 정박한 뒤, 2일 후 보스포러스로 진입하였고 이외에 여러 소규모 함대가 유럽과 아시아 지역의 여러 교외에 정박하기 시작했는데, 그 중 일부는 칼케돈의 남부에 있는 유트로피오스와 안테미오스의 항구로 이동해 보스포러스의 남쪽 진입로를 물색하였고, 나머지는 콘스탄티노폴리스의 흑해를 통한 타 지역과의 교섭을 차단하기 위해 해협 내로 이동, 콘스탄티노폴리스를 지나 갈라타와 클레이디온 부근의 해안에 상륙할 생각이었다. 그러나 아랍 함대의 후위를 맡은 20척의 함선과 2,000명의 선원들이 도시를 지나치던 중, 남풍이 북풍으로 바뀌면서 그들을 성벽 쪽으로 몰아갔고, 동로마 함대는 즉각 이들을 그리스의 불로 공격하였다. 이 상황에 대해 테오파네스는 공격을 받은 함선의 일부는 완전히 격침되었고, 일부는 불길에 휩싸인 채 옥사이아와 플라타이아의 섬들 사이로 달아났다고 묘사했다. 이러한 결과는 동로마 측의 사기를 고무시키는 반면 당일 밤 이들을 통한 성벽 공략을 시도할 생각이었던 아랍 측의 사기는 꺾였고, 당일 밤 레오는 갈라타와 도시 사이에 쇠사슬을 설치하여 금각만으로 진입하는 해로를 차단한다. 이렇게 되자, 아랍 함대는 동로마 측과 교전하는 것을 꺼리게 되었고, 북쪽의 소스테니온 해안의 안전한 항구로 물러났다.

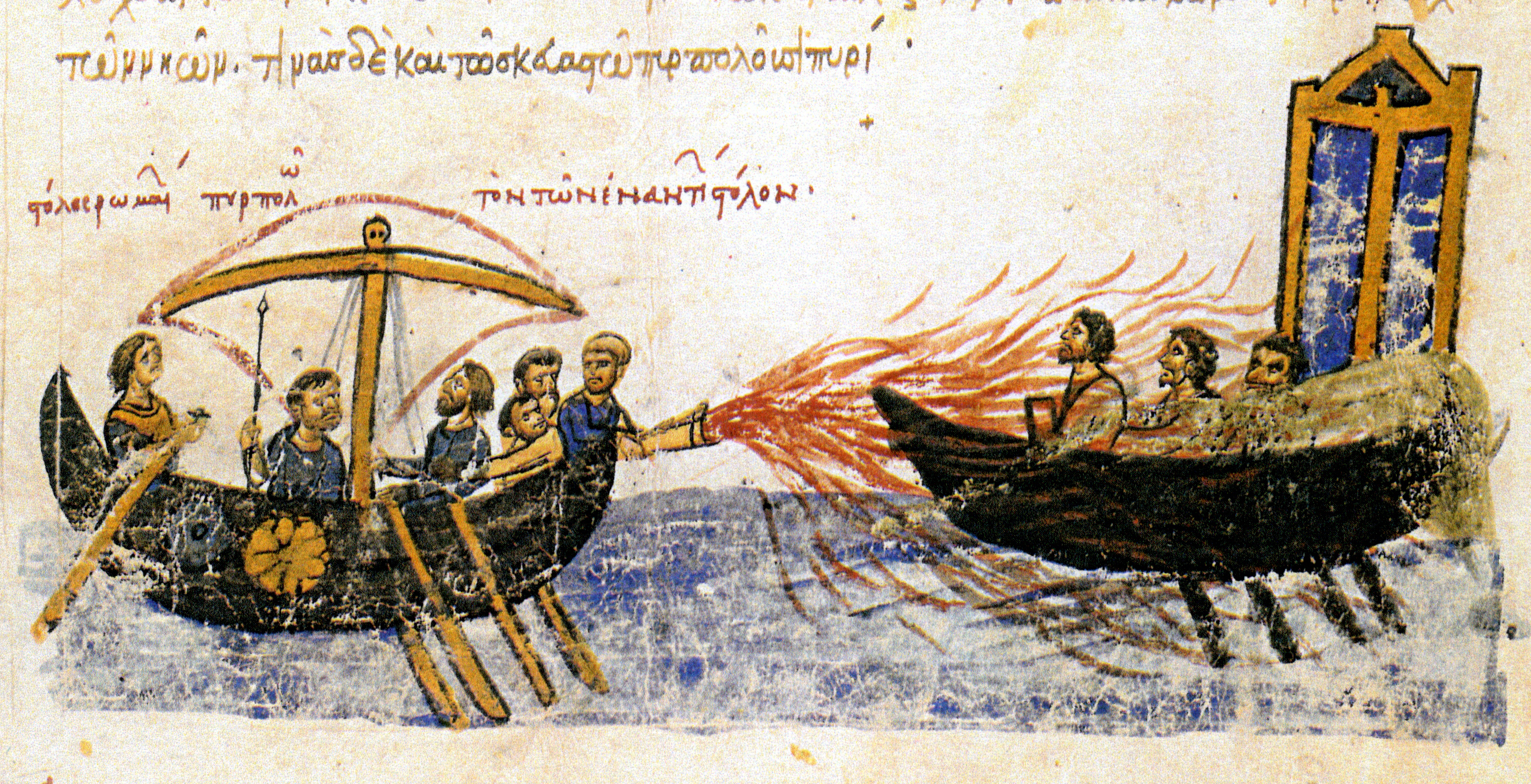
마드리드 스킬리체스에 의해 묘사된, 그리스의 불을 이용한 전투 모습.

아랍 군대는 충분한 보급을 받고 있었고, 그 보급품은 그들의 진영에 쌓아놓은 상태였으며, 다음 해에 추수할 밀까지 준비해 놓고 있는 상태였다. 그러나 아랍 함대가 도시 봉쇄에 실패한 사실은, 동로마 측 역시 외부와의 교신을 통한 보급을 얼마든지 할 수 있음을 의미하는 것이었다. 게다가, 아랍 군대는 이미 트라키아의 농지들을 모두 약탈한 상태였으며, 함대와 콘스탄티노폴리스의 교외에 주둔하고 있는 부대를 통한 보급도 제한되어 있었다. 겨울에 들어서자, 이들 간의 협상이 시도되었으나 이러한 사실은 오로지 아랍 측의 사료에만 기록되어 있을 뿐, 동로마의 사가들에게는 무시되고 있다. 따라서 아랍 측의 사료만을 참고해서 확인하자면, 레오는 아랍 측을 상대로 술수를 꾀했는데, 한 기록에 따르면 그는 마슬라마를 속여 그가 가진 대부분의 곡물을 동로마 측에 넘기도록 하였다고 하며, 다른 기록에서는 한 아랍의 지휘관이 '그렇게 하면 콘스탄티노폴리스의 주민들이 아랍 측의 맹렬한 공격이 있을 것이라 생각하여 성을 넘기려 할 것'이라는 말에 속아 이를 모두 불태워 버렸다고 전해진다. 이러한 일이 있었던 데다, 717년의 겨울은 매우 혹독하여, 3개월 내내 많은 눈이 땅을 뒤덮고 있었다. 결국 아랍 진영의 물자는 모두 바닥났고, 병사들은 군마와 낙타 및 다른 가축, 그리고 나무 껍질이나 낙엽, 나무 뿌리까지 먹어야 할 정도로 굶주리게 되었다. 그들은 새싹을 구하기 위해 눈을 파헤쳐야 했고, 심지어는 시체를 뜯어먹을 정도였다. 그리고 나중에는, 전염병이 창궐하였는데, 롬바르드의 역사가였던 바오로는 이로 인한 사망자 수가 30만에 이르는 것으로 추산하기도 했다.
이러한 상황은 다음 해 봄, 우마르 2세가 새로운 칼리프에 등극하면서 이집트와 아프리카에서 징발된 각각 400척, 360척으로 이루어진 2개의 함대를 증파하면서 나아지는 듯 했다. 또한 육로를 통한 증원병력이 소아시아를 거쳐 공성에 참여하기 위해 이동하고 있는 중이었다. 증원 함대는 마르마라해에 도착하자, 동로마 함대와 그리스의 불 공격을 피하기 위해 아시아 쪽 해안에 있는 니코메디아 만과 칼케돈 남부에 각각 상륙했다. 그러나 이들 함대의 선원들은 대부분 이집트 출신 기독교도였기에, 많은 수가 동로마 측에 투항하기 위해 탈주했고, 이들로부터 상황을 보고받은 레오는 즉각 아랍 함대를 공격하기 위한 함대를 파견하였다. 선원들의 탈주로 운용이 불가능해진데다, 그리스의 불에 무력했던 아랍 함대는 모조리 격침되거나 나포당했고, 그들이 싣고 온 보급품은 모조리 동로마 측에 넘어가고 말았다. 비슷한 시기 육로로 파견되어 온 아랍 측의 증원군 또한 동로마 군대의 매복에 걸려 니코메디아 남쪽 소폰에서 와해되었다.
이러한 사건들로 인해 아랍 함대는 더 이상 손을 쓰지 못하게 되었고, 콘스탄티노폴리스 측은 해로를 확보할 수 있었으며, 이를 통한 타 지역으로부터의 지원과 어업을 재개하는 등의 보급을 기대할 수 있게 된 반면, 아랍 군대는 다시 심각한 전염병과 굶주림에 시달리게 되었다. 게다가 불가르인의 전투 개입이 시작되면서 아랍 군대는 이들과의 싸움에서도 큰 고통을 받았는데, 아랍 군대는 불가르인들의 기습으로 인해 약 22,000명의 손실을 입었다고 테오파네스는 기록하고 있다. 다만, 불가르인들이 아랍군의 야영지를 공격한 이유는 매우 불확실한데, 여기에는 동로마 측과 맺었던 조약 때문이라는 의견과 아랍인들이 보급을 위해 주변을 탐색하는 과정에서 불가르인들의 영토를 침범했기 때문이라는 846년에 기록된 시리아의 기록에 근거한 의견이 대립하고 있다. 시리아의 미가엘은 불가르인들이 공성이 시작될 무렵부터 트라키아에 야영지를 세우고 전투에 개입하고 있었다고 주장하고 있지만, 이는 다른 기록을 통해서는 확인할 수 없는 사실이다. 결국 공성이 실패했다고 판단한 칼리파 우마르는 마슬라마로 하여금 퇴각할 것을 명했으며, 공성 13개월 만인 718년 8월 15일 아랍인들은 철수하기 시작한다. 이 날짜는 기독교의 성모 안식일과 일치하기에, 동로마인들은 승리를 성모의 덕으로 돌리며 축복했다고 전한다. 한편 아랍인들은 철수하는 과정에서 외부 세력의 어떠한 방해나 공격도 받지 않았으나, 마르마라 해에서 폭풍으로 인해 함대의 손실을 겪었으며, 당시 산토리니섬의 화산이 분화하였기 때문에 함대 중 일부가 화산의 영향으로 불타 침몰하기도 했다. 이러한 피해로 인해, 테오파네스는 수많은 함선 중 5척 만이 시리아에 도착할 수 있었다고 주장한다. 아랍 측의 기록 또한 15만 명의 무슬림이 이 공방전으로 인해 사망했다고 전하고 있으며, 이들 기록들에 상당한 과장이 있을 것임을 감안한다 하더라도, 이러한 손실이 매우 큰 것이었음은 충분히 가늠할 수 있다.

## 사건의 여파

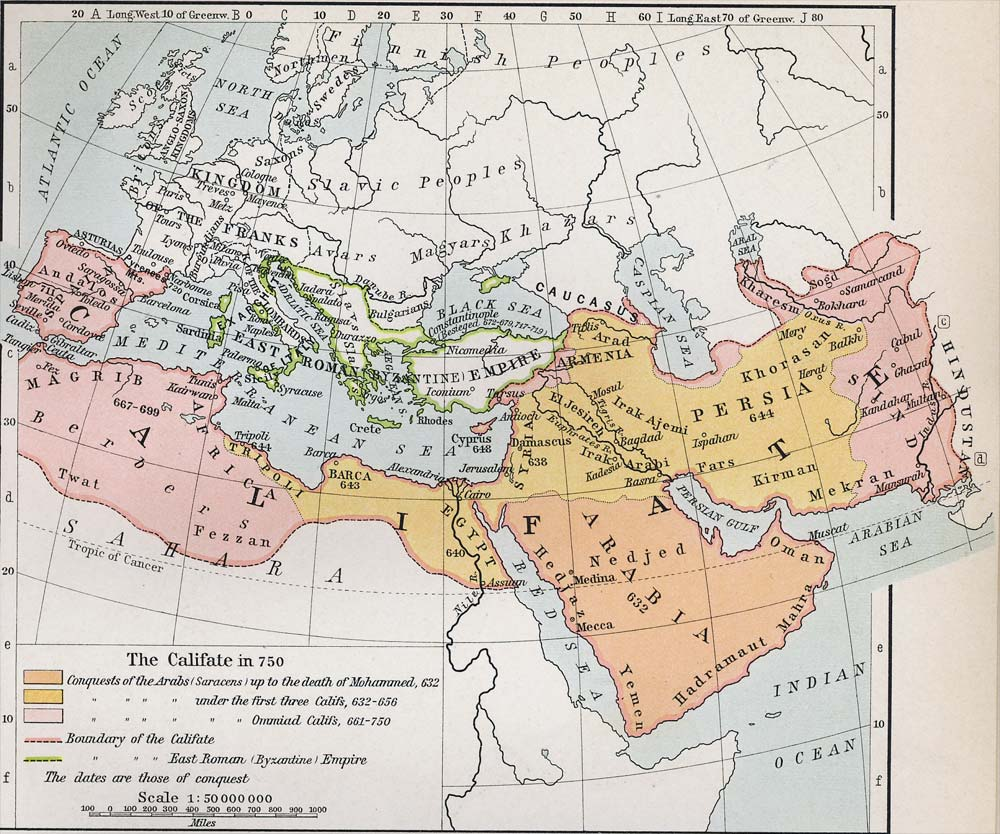
당대 유럽과 북아프리카, 중동의 지도. 우마이야 칼리파국의 팽창이 끝났을 시점의 동로마 제국과 우마이야 칼리파국의 판도를 보여준다. 750년 경.

아랍인들의 패배는 그들의 전력에 심각한 타격이 되었다. 전투에 동원했던 함대는 거의 전멸하다시피 했고, 육군도 그만큼은 아니었지만 뼈아픈 손실을 입었다. 때문에 칼리프는 실리시아를 비롯한 이전의 동로마 영토에서 전군을 철수하고, 심지어 이베리아와 트란스옥시아나에서의 정복 사업까지 중단할 것을 고려할 정도였다. 비록 측근들의 만류로 그 정도까지는 아니었어도, 대부분의 과거 동로마 영토 중 대부분의 지역에서 아랍 군대는 철수하였으며, 실리시아에서도 몹수에스티아만이 안티오키아를 사수하기 위한 방어 요새로 이용하기 위해 남겨져 있을 뿐이었다. 한편 동로마 제국은 서부 아르메니아를 일부 회복하고, 719년에는 동로마 함대가 시리아 해안을 약탈하고 라오디케아의 항구를 파괴하였으며, 720년과 721년에는 이집트의 티니스를 공격해 약탈하기도 했다. 또한 레오는 시칠리아를 수복할 수 있었는데, 이 지역은 아랍 군대가 콘스탄티노폴리스를 공격할 당시 도시가 함락될거라 확신하고 황제를 자처하였던 바실 오노마글로스가 통치하고 있던 곳이었다. 그러나 같은 시기 동로마 측은 사르데냐와 코르시카를 잃기도 했고, 총체적으로 볼 때 콘스탄티노폴리스에서의 승리를 잘 활용하였다고 보기에는 무리가 있는 군사적 행보를 보이고 있었다. 결국 공방전이 있은지 2년 후인 720년, 아랍인들의 동로마 측에 대한 공세가 재개되었으며, 이는 이전과는 달리 전리품을 얻기 위한 약탈의 형태로 주로 나타났다. 이러한 공세는 동로마 군대가 740년 아크로니온에서 대승을 거두기 전까지 20년 동안 계속해서 강화되어갔다. 그리고 이 두 번의 심각한 패배는, 다른 지역에서 있었던 아랍 측의 군사적 실패와 맞물려 아바스 칼리파국의 대두를 불러왔고, 이후 아랍 세력의 팽창은 종결된다.

## 역사적 의의와 영향
717~718년의 콘스탄티노폴리스 공방전은 674~678년에 벌어졌던 첫 번째 공방전보다 훨씬 계획적이고 대규모로 이루어졌던 전투로, 동로마 측에는 매우 큰 위기였다. 첫 번째 공방전과는 달리, 아랍인들은 도시를 봉쇄하는 것에 그치지 않고 완전히 점령하려 하였으며, 이는 동로마 측의 숨통을 완전히 끊어버리는 것으로서, 그런 이후에는 잔존해 있는 동로마의 영토들을 보다 쉽게 점령할 수 있을 것이란 계산에서 행해진 것이었다. 그리고 아랍인들의 패배는 시리아에 있는 그들의 본거지로부터 지나치게 먼 곳에서 공방전을 벌임으로서 보급의 문제를 해결하지 못했던 점이 가장 큰 원인이며, 이외에 그리스의 불로 무장한 동로마 제국의 해군과 콘스탄티노폴리스의 요새로서의 강력함, 그리고 레오 3세의 아랍인들에 대한 속임수와 협상을 하는 능력에서 다른 요인을 찾을 수 있다.
장기적으로 볼 때, 공방전의 실패는 동로마와 이슬람 제국 간 전쟁의 양상을 크게 변화시켰다. 아랍인들은 더 이상 콘스탄티노폴리스를 탈취하려 하지 않게 되었으며, 이로써 타우루스산맥과 안티타우루스산맥을 경계로 한 제국 간의 영역은 고착화되었다. 물론 이 과정에서 끊임없는 서로간의 약탈전이 오갔고, 국경 근처에 있는 요새 및 마을들은 수없이 그 소유권이 바뀌곤 했지만, 대략적인 제국 간의 국경선은 비잔티움 측의 재정복이 시작되는 10세기가 되기까지 약 2세기가량 유지되고 있었다. 또한 아랍 측의 입장에서 볼 때, 그들이 지속하는 약탈전은 다분히 의례적인 것으로서, 성전의 지속과 더불어 칼리프의 이슬람 세계의 군주로서의 역할을 부각하는 하나의 수단이었다.
한편, 거시적으로 볼 때 공방전의 결과는 매우 중대한 의의가 있다. 동로마 측의 수도가 건재하다는 사실은 동로마 제국이 이슬람 세력의 유럽 진출을 막는 방파제로서의 역할을 콘스탄티노폴리스이 투르크 세력에 의해 끝내 함락되는 15세기까지 지속하게 되었음을 의미한다. 때문에, 해당 전투는 비슷한 의의를 지닌 732년의 투르 전투와 함께 자주 거론되곤 한다. 이러한 사실에 대해 군사사학자인 폴 K. 데이비스는 "이슬람 세력의 침략을 방어해 냄으로써, 유럽은 기독교권의 영향 하에 존속할 수 있었으며, 이후의 이슬람 세력의 심대한 위협은 15세기가 되기까지 더 이상 일어나지 않았다. 이 전투의 결과는, 프랑크인들의 투르에서의 승리와 함께, 이슬람 세력의 남부 지중해로의 영향력 확대를 저지하는 역할을 했다."고 기록하였다. 이와 같은 평가에 편승하여, 역사학자 존 B. 베리는 718년을 '전기독교적인 기념일'로 칭하였으며, 그리스의 역사가인 스피리돈 람브로스는 해당 전투를 마라톤 전투와 연관짓기도 했다. 결론적으로, 군사사학자들은 717~718년의 콘스탄티노폴리스를 세계사에 결정적인 영향을 미친 전투 중 하나로 분류하고 있다.